# Wolfgang Wiedemann
Wolfgang Erwin Wiedemann (* 5. Juni 1957 in Fürstenfeldbruck) ist ein ehemaliger deutscher Leichtathlet, der sich auf das Gehen spezialisiert hatte.

## Sportliche Karriere
Wiedemann begann beim ASV Bellenberg und war dann beim SC Unterrieden, bevor er 1979 zum LAC Quelle in Fürth wechselte. Er war gelernter Feinmechaniker.
Wiedemann gewann bei den Deutschen Meisterschaften 1986 den Einzeltitel im 20-km-Gehen, nachdem er 1985 Zweiter hinter Alfons Schwarz geworden war. In der Mannschaftswertung siegte Wiedemann 1979 zusammen mit Heinrich Schubert und Hans Binder, 1982 zusammen mit Alfons Schwarz und Michael Holder, 1985 zusammen mit Schwarz und Robert Mildenberger und 1986 mit Schwarz und Siegmar Neuner. 1988 gewannen noch einmal Wiedemann, Mildenberger und Schwarz. Im 50-km-Gehen gelang Wiedemann nie eine gute Einzelplatzierung. In der Mannschaftswertung gewann er 1988 zusammen mit Schwarz und Mildenberger.
1985 gab Wiedemann über 20 Kilometer bei der Universiade in Kōbe auf. Im Jahr darauf startete Wiedemann bei den Europameisterschaften in Stuttgart und wurde disqualifiziert. 1987 bei den Weltmeisterschaften in Rom erreichte Wiedemann nach 1:28:07 Stunden das Ziel und belegte den 28. Rang. Insgesamt trat Wiedemann von 1978 bis 1988 bei 27 internationalen Meisterschaften und Länderkämpfen im Nationaltrikot an.

## Bestleistungen
- 20-km-Gehen: 1:25:06 Stunden am 13. September 1986 in Eschborn
- 50-km-Gehen: 4:23:28 Stunden am 24. April 1988 in Eschborn